# パドメ・アミダラ

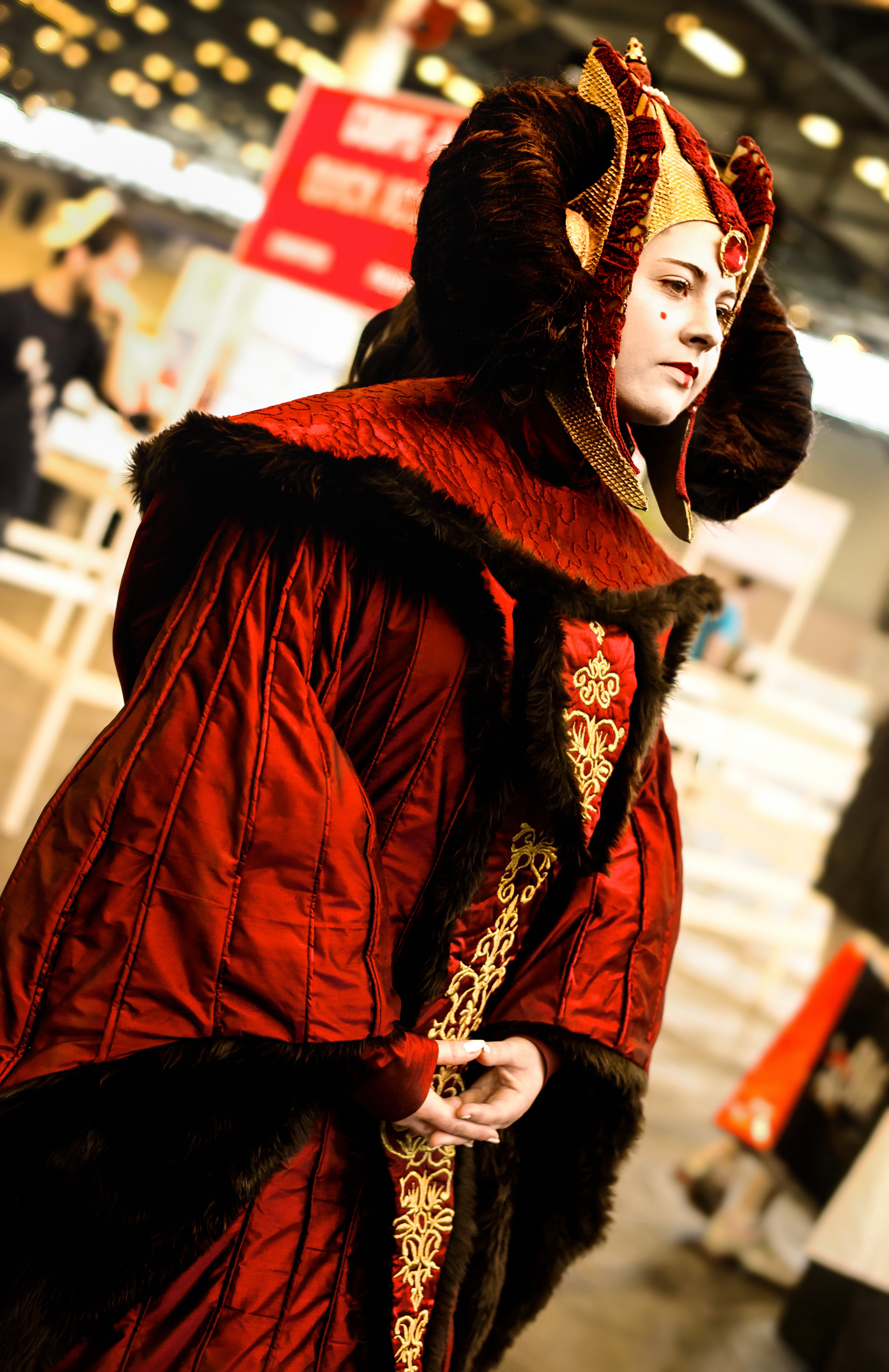
パドメ・アミダラのコスプレ

パドメ・アミダラ・ネイベリー (Padmé  Amidala Naberrie) は、アメリカのSF映画『スター・ウォーズ』シリーズに登場する架空の人物。惑星ナブーの女王（国家元首）、退位後に銀河共和国元老院議員に就任。アナキン・スカイウォーカーを主人公とする3部作（『エピソード1 ファントム・メナス』、『エピソード2 クローンの攻撃』、『エピソード3 シスの復讐』）のヒロインとして登場。

## 概要
銀河共和国の末期、貧しい平民の家に生まれた。本名はパドメ・ネイベリー（またはナブリエ、ナベリー）。27年の生涯の中で、故郷の惑星ナブーの封鎖から、クローン戦争、銀河帝国の誕生まで、パドメは何度も銀河の歴史の中心人物となってきた。銀河系で最も個体数の多い知覚種族である人間の中でもとびぬけた美貌と勇気のある決断力・行動力によってナブーのみならず、民衆の人気は非常に高かった。
それゆえに何度も暗殺や身柄拘束の危機に陥るが、そうした途方もない危険に対して固い決意と大きな勇気を持って臨んだ。女王や元老院議員としての活躍だけでなく、ブラスターの扱いや護身術にも長ける聡明かつ行動的な女性。『エピソード1』で少年時代のアナキン・スカイウォーカーがパドメに渡した「ジャポーのお守り」を長年大切に保管し、『エピソード3』のアナキンと会う際には身に付けているなど、純粋な女性でもある。葬儀の際には、無垢だった頃のアナキンの象徴である「ジャポーのお守り」がその手に握りしめられていた。

## 人物

### 幼少期
惑星ナブーの平民の家に生まれた。パドメという名前は『エピソード1』で女王に替え玉を使い、自分が侍女に変装していた際に用いていた名前でもある。家族は父のルーウィー、母のジョバル、姉のソーラ、姪のリョーとプージャ。幼くして才覚を現し、理想を抱いて政治の道を志す。初恋の人の名はパロらしいが、どれほどの関係だったかは語られていない。

### ナブー女王時代
ナブーには選挙で王を選ぶ伝統があり、パドメも女王候補として王宮に入った。女王になるための訓練をすべて終えた後に「アミダラ」の称号を授かる。前ヴェルーナ王の退位を受け、民主投票でわずか14歳で女王に即位。ところが、共和国による関税強化に反発した通商連合がナブーを取引材料にするという事態が発生。一時、都のシードを通商連合一派に占拠されるなど、パドメは国家元首としていきなり難しい舵取りを迫られた。だが、天性の知力と行動力を持つパドメは、通商連合がナブーへの侵略を開始したときも動揺を表には出さず、周囲が驚くほど冷静さと落ち着きを保っていた。そして通商連合のヌート・ガンレイ総督に身柄を拘束されるが、この屈辱にも歯をくいしばって耐えた。救助に駆けつけたジェダイたちによって解放された後、選択の余地がなくなるまで国民を戦争に巻き込むことを拒否し、パナカ隊長や侍女たちと共にナブーを脱出。その途中で宇宙船が損傷し、修理のため辺境の惑星のタトゥイーンに向かう。このとき、パドメは周囲には秘密に侍女に化けて奴隷の少年アナキン・スカイウォーカーと出会う。このことが彼女の人生を大きく変えることとなる。
首都コルサントに到着した彼女は同じナブー出身のシーヴ・パルパティーン議員と共に元老院議会に出席し、勇気と情熱を持ってナブーの現状を訴えた。だが、腐敗した元老院がナブーを救う可能性はほとんどなく、パルパティーンの忠告によって最高議長フィニーズ・ヴァローラムの不信任動議を起こす以外、彼女に打つ手はなかった。不信任案が可決されたことで最高議長は罷免されたが状況が一変するはずもなく、アミダラは大きな危険を冒しつつも、国民の支えとなるべくナブーへと戻るのだった。
ジャー・ジャー・ビンクスを介して、同じナブーに住みながら長年断絶状態にあったグンガン人と接触し、彼らを味方につけた。グンガン人率いる戦力を陽動部隊とし、自らは義勇軍を伴い、敵の占領下にあったシード宮への突入に身を投じた。後に「ナブーの戦い」として記憶される、大々的なバトル・ドロイドによる侵略戦争に打ち勝ち、民衆から絶大な支持を受けることとなった。

### 銀河元老院議員時代
人々は法律を改正してまで彼女の女王としての任期を延長させることを願ったが、パドメはこれを辞退。任期満了で退位した後は姉に影響され、結婚して家庭を持ちたかったが、相手もおらず、後任のジャミーラ女王の要請により元老院議員となる。そして10年後、ナブー女王であった頃よりさらに美しく聡明に成長した彼女は、共和国の有力者として政治の場で活躍するようになる。やがてドゥークー伯爵率いる数千の星系が共和国からの脱退を表明したことにより、銀河元老院で行われる共和国軍創設案の是非をめぐる重要な投票のため赴いたコルサントで、何者かによる暗殺未遂事件に遭遇。この時、ナブーの戦いの際に出会った少年アナキン・スカイウォーカー（愛称：アニー）と再会。彼はジェダイ・パダワンとして、パドメを護衛する任を与えられていた。パドメはジェダイ評議会の命により、首都コルサントを離れ、故郷ナブーの邸宅でアナキンと逃避生活を送ることになる。この期間に、パドメとアナキンは急速に互いの距離を縮め、許されざる恋であることを自覚し葛藤しながらも惹かれ合った。その後、アナキンが母の苦しむ姿を夢で察知したことを重く受け止め、命令に反してナブーの地を離れ、タトゥイーンへ向かう。アナキンの母シミの死やアナキンの抑えざる情緒の揺らぎを目の当たりにし、アナキンを意中の人として意識するに到る。
ジオノーシスに潜入したオビ＝ワンからのメッセージを受けた二人は、メッセージ内での彼の指示通りにそのメッセージをコルサントに転送するが、同時に彼が分離主義者のバトル・ドロイドの部隊に襲われて危機に陥っていることも知る。これに対しメイス・ウィンドゥはアナキンにその場に留まり、オビ＝ワンの救出は自分達が行うと告げるが、パドメは「遠いコルサントからの救出は困難だけど、タトゥイーンからジオノーシスまではたったの1パーセク」という理由を付けて自分達も救出へ向かうべきとアナキンに提案し、さらにはメイスの指示の手前苦悩するアナキンに「あなたの任務は私の護衛。私は行きます」と告げた上でオビ＝ワンを救出するためにジオノーシスに潜入。ドロイド工場に迷い込んだパドメは入り口の通路から落下してしまいアナキンとはぐれるも、工場の危険な機械の中を優れた身体能力で切り抜ける。しかし、見張りのジオノージアンには力で圧倒され、大ポッドに落とされた。あわや高温の銑鉄をポッドへ注がれる直前でR2-D2によって救われるが、直後にジオノージアンに包囲され、逃げ場を失った彼女は拘束された。ほぼ同時にアナキンも工場の機械に巻き込まれた末にライトセーバーを破壊されたところを現れたジャンゴ・フェットに銃口を向けられて拘束される。拷問こそされなかったが彼女に対する取調べは相当理不尽なものだった。パドメはこの屈辱にも歯をくいしばって耐え、ドゥークーからはナブーを分離主義者側に付ければ命を救うと交渉されるもこれを拒否する。彼女とアナキンの2人は死刑を宣告された。死を目前にして、パドメは自分がいかに深くアナキンを愛しているかを悟り、アナキンと二度目の口づけをかわした。そして二人はアリーナへ連行される。民主主義のリーダーとして活躍した彼女にとって、独裁国家を営むジオノージアンの前に引き出され、大衆の前で鎖で繋がれる姿を晒すことはこの上ないほど屈辱的なことだったが、まだ諦めたわけではなかった。処刑では自分を殺そうと迫る怪物ネクスーに対して機転を利かし、自分を拘束していた鎖を逆に利用して攻撃し、背中を引き裂かれる傷を負うも撃退する。増援に駆けつけたジェダイ・オーダーと共に戦い、戦闘の最中拾ったブラスターを手にジェダイ達にも劣らぬ戦いぶりを見せ、ヨーダがクローン軍を交えて救援に駆けつけるまで生き延びた。クローン軍は独立星系連合のドロイド軍と壮絶な戦いを繰り広げるが、やがて形勢は逆転し、独立星系連合は撤退。アナキン、オビ＝ワンと共にドゥークーを追うが、敵の砲撃を受けた振動でガンシップから転落し、砂漠の地面に叩きつけられ、数メートル転がり、気を失う。意識を取り戻した頃にはすでに遅く、同じく転落していたクローン・トルーパーに命じて増援を要請して彼らと共にドゥークーが逃げ込んだ宇宙船格納庫に到着するが、そこでドゥークーが乗る宇宙船が発進するところに遭遇し銃撃するも致命傷を与えられず、逃げられてしまった。共和国はこの戦いに大勝するが、結果として銀河系は後に「クローン大戦」と呼ばれる、歴史の分岐点となる全面戦争へと突入することになる。そしてパドメは後に第一次ジオノーシスの戦いと呼ばれるこの戦闘を生き延びた後、ジェダイには一切の恋愛が許されない掟があることを知りつつ密かにアナキンと結婚した（そのため公式には独身のままだった）。この結婚はアナキンの師匠であるオビ＝ワンやジェダイ評議会はもちろん、パドメの家族や友人にも秘密にされたものであり、真相を知るのはナブーで秘密裏に行われた結婚式に立ち会った進行役の聖職者アゴラーガとC-3PO、R2-D2だけであったが、神父を通じてパルパティーンも2人の結婚を知ることとなる。2人が自ら結婚を打ち明けた唯一の人物は、クローン大戦でアナキンの副官を務めていた第501大隊クローン・トルーパー・キャプテンのレックスのみ。レックスはパドメらが夫婦の時間を過ごせるよう軍やジェダイ評議会に根回しをするなど隠蔽に協力していた。聡明で思慮分別に富みながらも、若さゆえに時として直情的な行動に走るパドメの一面は、警備を担当していたグレガー・タイフォ隊長の危惧するところでもあった。

### クローン大戦末期
クローン大戦が続き共和国の混迷が進むと、軍事的権力の集中を画策し始めた元老院のパルパティーン最高議長を牽制すべく、交渉による戦争回避を模索するグループのリーダーとして積極的に政治活動を行っていた。しかし、パドメの死を示す予知夢を回避しようとしたアナキンはパルパティーンの誘惑に屈してフォースの暗黒面に堕ち、シスの暗黒卿「ダース・ベイダー」となってしまう。そして彼はオーダー66の発令に伴いジェダイ聖堂を襲撃し、子供を含めた数多くのジェダイを殺害した。オビ＝ワンからそれを聞かされ、最初は信じられずに否定したものの、続けてパルパティーンこそが全ての元凶であるシス卿、ダース・シディアスであったことを告げられる。それによりEP1におけるヴァローラム前最高議長の不信任動議の提出や、EP2で自らの判断の末にパルパティーンへ非常時大権がもたらされたことなど、自分自身もパルパティーンに言葉巧みに操られてシスの陰謀に利用されていたことを知り、愕然とする。しかしオビ＝ワンがアナキンを討とうとしていることを察したパドメは協力を拒否し、自らは真実を確かめるためにアナキンのいるムスタファーへと向かった。だが再会したアナキンは既に暗黒面の力に魅入られて別人同然の凶悪な人物へと変貌しており、パドメは「死にたい」と口にするほどの絶望を受ける。それでも何もかも捨てて自分の所に帰り、誰も知らない土地で平穏な家族生活を営むよう懸命にアナキンを説得したが、密かにパドメを尾行していたオビ＝ワンがその場に姿を現したことで、パドメが自分を裏切ったと誤解したアナキンに、フォースグリップによって頸部を圧迫され昏睡状態に陥る（後に治療に当たった医療ドロイドが述べたように、直接的な死因ではない）。オビ＝ワンとアナキンが勝敗を決した後、ポリス・マサで意識を取り戻し、ルーク・スカイウォーカーとレイア・オーガナを秘密裏に出産するも、医学的には全くの健康体であったが、生きる希望を見失ったかのように命を落とした。しかし死の間際に、オビ＝ワンに対して「アナキンにはまだ善の心があります」と言葉を残しており、当のオビ＝ワンはアナキンの変貌を目の当たりにしたがために本気で受け止めてはいなかったものの、この言葉は後にベスピンのクラウド・シティでルークと対面したアナキン改めダース・ベイダーの心理や、第2デス・スターでルークを救うべく自己犠牲的な最期を迎えるという、アナキンの未来を暗示した物となった。小説版では死に際にアナキンへの謝罪と愛の言葉を遺しており、死に至るほどの絶望を受けてもなお最期までアナキンを愛し続けていたことが分かる。
誕生間もない銀河帝国は、銀河全体にジェダイに対する不信感や嫌悪を抱かせるため、パドメはジェダイによって殺されたと公式発表され、ナブーの新女王アペイラーナもパドメ自身のプライバシーを優先させる為、パドメに関する様々な謎（彼女の妊娠や行方不明になったプロトコル・ドロイドなど）について一切の調査を行わず、盛大な国葬を執り行った。パドメは女王退位後も多くのナブー市民に慕われており、それを証明するかのように国葬には何千人もの市民が集まった他、パドメの功で親交を結んだグンガンの長ボス・ナスやジャー・ジャー・ビンクスも参列した。真実を知っていたのはオビ＝ワンなどほんの一握りの人物だけであった。
| モンゴル国、ハルハのロイヤルファッション、1908年 (左) パドメ・アミダラの上院議員ガウン (右) |  | モンゴル国、ハルハのロイヤルファッション、1908年 (左) パドメ・アミダラの上院議員ガウン (右) |
| モンゴル国、ハルハのロイヤルファッション、1908年 (左) パドメ・アミダラの上院議員ガウン (右) |  |                                                                                             |

## キャスト
俳優
- ナタリー・ポートマン

声優
- グレイ・デライル - アニメ『スター・ウォーズ クローン大戦』
- キャサリン・テイバー - アニメ『スター・ウォーズ/クローン・ウォーズ』シリーズ
- モンタナ・ノルベルグ - 「レゴ スター・ウォーズ」シリーズ

日本語吹き替え
- 坂本真綾 - 映画シリーズ
- 藤田咲 - アニメ『ロボット・チキン』
- 渡辺広子 - 「レゴ スター・ウォーズ」シリーズ